# پیتر بارلو (ریاضیدان)
پیتر بارلو (انگلیسی: Peter Barlow; ۱۳ اکتبر ۱۷۷۶ – ۱ مارس ۱۸۶۲) دانشمند در زمینه ریاضیات، فیزیک، و مهندسی اهل پادشاهی متحد بریتانیای کبیر و ایرلند بود.
وی همچنین برندهٔ جوایزی همچون همکار انجمن سلطنتی و مدال کاپلی شده‌است.